# Danil Aleksandrovich Glebov
Danil Aleksandrovich Glebov (tiếng Nga: Дани́л Алекса́ндрович Гле́бов; sinh ngày 3 tháng 11 năm 1999) là một cầu thủ bóng đá người Nga. Anh hiện đang thi đấu ở vị trí tiền vệ trung tâm cho câu lạc bộ FC Rostov tại Giải bóng đá Ngoại hạng Nga và Đội tuyển bóng đá quốc gia Nga.

## Sự nghiệp câu lạc bộ
Anh ra mắt cho FC Anzhi-2 Makhachkala vào ngày 19 tháng 11 năm 2017 trong trận đấu gặp FC Armavir tại Giải bóng đá Chuyên nghiệp Nga.
Glebov ra mắt cho FC Anzhi Makhachkala tại Giải bóng đá Ngoại hạng Nga vào ngày 1 tháng 9 năm 2018, trong trận đấu gặp FC Krylia Sovetov Samara.
Ngày 13 tháng 1 năm 2019, anh ký hợp đồng với câu lạc bộ FC Rostov.

## Sự nghiệp quốc tế
Anh được gọi triệu tập lên Đội tuyển bóng đá quốc gia Nga để chuẩn bị cho 2 trận Vòng loại giải vô địch bóng đá thế giới 2022 gặp Slovakia và Slovenia trong tháng 10 năm 2021. Glebov ra mắt vào ngày 11 tháng 11 năm 2021, trong trận đấu gặp Síp.

## Danh hiệu
Cá nhân
- Giải bóng đá Ngoại hạng Nga - Cầu thủ của tháng: Tháng 11 năm 2022.[6]
- Giải bóng đá Ngoại hạng Nga - Bàn thắng của tháng: Tháng 11 năm 2022.[7]

## Thống kê sự nghiệp

### Câu lạc bộ
Tính đến 29 tháng 4 năm 2023
| Câu lạc bộ          | Mùa giải            | Giải đấu                       | Giải đấu | Giải đấu | Cúp  | Cúp | Châu lục | Châu lục | Khác | Khác | Tổng cộng | Tổng cộng |
| Câu lạc bộ          | Mùa giải            | Hạng                           | Trận     | Bàn      | Trận | Bàn | Trận     | Bàn      | Trận | Bàn  | Trận      | Bàn       |
| ------------------- | ------------------- | ------------------------------ | -------- | -------- | ---- | --- | -------- | -------- | ---- | ---- | --------- | --------- |
| Anzhi-2 Makhachkala | 2017–18             | Giải bóng đá Chuyên nghiệp Nga | 4        | 0        | –    | –   | –        | –        | –    | –    | 4         | 0         |
| Anzhi Makhachkala   | 2017–18             | Giải bóng đá Ngoại hạng Nga    | 0        | 0        | –    | –   | –        | –        | 1    | 0    | 1         | 0         |
| Anzhi Makhachkala   | 2018–19             | Giải bóng đá Ngoại hạng Nga    | 8        | 0        | 2    | 0   | –        | –        | –    | –    | 10        | 0         |
| Anzhi Makhachkala   | Tổng cộng           | Tổng cộng                      | 8        | 0        | 2    | 0   | 0        | 0        | 1    | 0    | 11        | 0         |
| Rostov              | 2018–19             | Giải bóng đá Ngoại hạng Nga    | 8        | 0        | 3    | 0   | –        | –        | –    | –    | 11        | 0         |
| Rostov              | 2019–20             | Giải bóng đá Ngoại hạng Nga    | 19       | 0        | 2    | 0   | –        | –        | –    | –    | 21        | 0         |
| Rostov              | 2020–21             | Giải bóng đá Ngoại hạng Nga    | 26       | 1        | 1    | 0   | 1        | 0        | –    | –    | 28        | 1         |
| Rostov              | 2021–22             | Giải bóng đá Ngoại hạng Nga    | 30       | 4        | 1    | 0   | –        | –        | –    | –    | 31        | 4         |
| Rostov              | 2022–23             | Giải bóng đá Ngoại hạng Nga    | 24       | 4        | 10   | 0   | –        | –        | –    | –    | 34        | 4         |
| Rostov              | Tổng cộng           | Tổng cộng                      | 107      | 9        | 16   | 0   | 1        | 0        | 0    | 0    | 125       | 9         |
| Tổng cộng sự nghiệp | Tổng cộng sự nghiệp | Tổng cộng sự nghiệp            | 119      | 9        | 18   | 0   | 1        | 0        | 1    | 0    | 139       | 9         |

1. ↑  Ra sân tại trận play-off xuống hạng
2. ↑  Ra sân tại UEFA Europa League

### Quốc tế
Tính đến 20 tháng 11 năm 2023
| Đội tuyển quốc gia | Năm       | Trận | Bàn thắng |
| ------------------ | --------- | ---- | --------- |
| Nga                | 2021      | 2    | 0         |
| Nga                | 2022      | 2    | 0         |
| Nga                | 2023      | 6    | 0         |
| Tổng cộng          | Tổng cộng | 10   | 0         |